# Jaltomata cajamarca
Jaltomata cajamarca är en potatisväxtart som beskrevs av T. Mione. Jaltomata cajamarca ingår i släktet jaltomator, och familjen potatisväxter. Inga underarter finns listade i Catalogue of Life.

## Bildgalleri

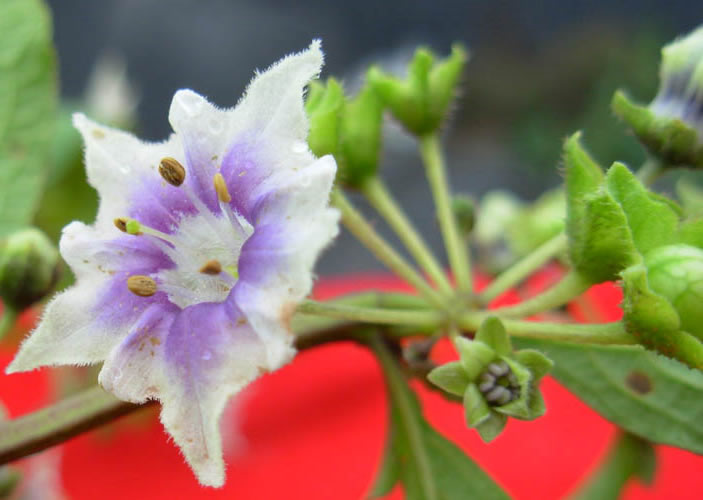